# Treyarch
A Treyarch amerikai videójáték-fejlesztő céget 1996-ban alapította Peter Akemann és Doğan Köslü (született Don Likeness), majd 2001-ben felvásárolta őket az Activision. Székhelyük a kaliforniai Santa Monica városában található. 2005-ben a cég kiegészült a hozzájuk csatlakozó Gray Matter Interactive csapatával.
A 2007-es Games Convention alkalmával az Activision bejelentette, hogy a stúdió felel majd a következő évben boltokba kerülő James Bond játékért, ami az azonos címen megjelenő film, A Quantum csendje játékváltozata lesz. (A PC-s változatot a Beenox, míg a kézikonzolos változatokat a Vicarious Visions készítette.)
A legnagyobb lehetőség akkor adódott számukra, amikor az Activision a Call of Duty sorozat egyes részeinek fejlesztésével bízta meg őket, mint például a Call of Duty 2: Big Red One, a Call of Duty 3, a Call of Duty: World at War, illetve a Call of Duty: Black Ops.
A Call of Duty: Black Ops rendkívül sikeresnek bizonyult az eladások szempontjából, a szórakoztatóipar történetének legmagasabb bevételi eredményeit döntötte meg a megjelenését követő 24 órában, világviszonylatban a debütálását követő első 5 napban az összesített bevételek meghaladták a 650 millió dollárt. Ezt a rekordot később a sorozat következő, 2011. novemberében megjelent része, a Call of Duty: Modern Warfare 3 döntötte meg.

## Videójátékai
| Év   | Cím                              | Platform                                          |
| ---- | -------------------------------- | ------------------------------------------------- |
| 1998 | Olympic Hockey Nagano ’98        | Nintendo 64                                       |
| 1998 | Die by the Sword                 | Microsoft Windows                                 |
| 1998 | Die by the Sword: Limb from Limb | Microsoft Windows                                 |
| 1999 | Triple Play 2000                 | Nintendo 64                                       |
| 2000 | Draconus: Cult of the Wyrm       | Dreamcast                                         |
| 2000 | Triple Play 2001                 | PlayStation                                       |
| 2001 | Triple Play Baseball             | Microsoft Windows, PlayStation, PlayStation 2     |
| 2001 | Max Steel: Covert Missions       | Dreamcast                                         |
| 2001 | Tony Hawk’s Pro Skater 2x        | Xbox                                              |
| 2002 | NHL 2K2                          | Dreamcast                                         |
| 2002 | Spider-Man                       | GameCube, Microsoft Windows, PlayStation 2, Xbox  |
| 2002 | Kelly Slater’s Pro Surfer        | GameCube, Microsoft Windows, PlayStation 2, Xbox  |
| 2002 | NHL 2K3                          | GameCube, PlayStation 2, Xbox                     |
| 2002 | Minority Report: Everybody Runs  | GameCube, PlayStation 2, Xbox                     |
| 2004 | Spider-Man 2                     | GameCube, PlayStation 2, Xbox                     |
| 2005 | Ultimate Spider-Man              | GameCube, Microsoft Windows, PlayStation 2, Xbox  |
| 2005 | Call of Duty 2: Big Red One      | GameCube, PlayStation 2, Xbox                     |
| 2006 | Call of Duty 3                   | PlayStation 2, PlayStation 3, Xbox, Xbox 360      |
| 2007 | Spider-Man 3                     | Microsoft Windows, PlayStation 3, Xbox 360        |
| 2008 | Spider-Man: Web of Shadows       | Microsoft Windows, PlayStation 3, Wii, Xbox 360   |
| 2008 | 007: Quantum of Solace           | Microsoft Windows, PlayStation 3, Wii, Xbox 360   |
| 2008 | Call of Duty: World at War       | Microsoft Windows, PlayStation 3, Wii, Xbox 360   |
| 2010 | Call of Duty: Black Ops          | Microsoft Windows, PlayStation 3, Wii, Xbox 360   |
| 2012 | Call of Duty: Black Ops II       | Microsoft Windows, PlayStation 3, Wii U, Xbox 360 |
| 2015 | Call of Duty: Black Ops III      | Microsoft Windows, PlayStation 4, Xbox One        |
| 2018 | Call of Duty: Black Ops 4        | Microsoft Windows, PlayStation 4, Xbox One        |

### Átiratok
| Év   | Cím                                  | Platform  | Fejlesztő     |
| ---- | ------------------------------------ | --------- | ------------- |
| 2000 | Tony Hawk’s Pro Skater               | Dreamcast | Neversoft     |
| 2000 | Tony Hawk’s Pro Skater 2             | Dreamcast | Neversoft     |
| 2001 | Spider-Man                           | Dreamcast | Neversoft     |
| 2009 | Call of Duty: Modern Warfare: Reflex | Wii       | Infinity Ward |
| 2011 | Call of Duty: Modern Warfare 3       | Wii       | Infinity Ward |
| 2013 | Call of Duty: Ghosts                 | Wii U     | Infinity Ward |